# 法律代辦
在葡語系國家及地區，法律代辦是一種法律執業者，須擁有法律代辦或法學士學位，可從事訴訟委任及法律諮詢。其業務涵蓋合同法、繼承法、勞動法、商法、憲法、行政法、稅法、民事訴訟法等。
在巴西，該職業為律師、檢察官、法律顧問及司法文員之混合，現已不復存在。

## 訴訟委任
法律代辦可在不可上訴的法律案件（收回債款、民事責任訴訟、財產清冊、司法分割、社會權利、強制命令、執行程序）中參與訟辯，亦可在可上訴的訴訟中代表當事人。金額超過30,000歐元的執行程序則須委託律師。

## 外部連結
- Ordem dos Solicitadores e dos Agentes de Execução Portugueses （页面存档备份，存于）
- Exercício da Solicitadoria no mundo （页面存档备份，存于）
- Câmara dos Solicitadores Franceses